# Séisme de 2001 au Gujarat
Le séisme du Gujarat a eu lieu le 26 janvier 2001, lors du 52e Jour de la République de l'Inde, à 8 h 46 IST et a duré pendant plus de deux minutes. 
L'épicentre était à environ 9 km au sud-sud-ouest du village de Chobari (en) dans le district de Kutch dans l'état du Gujarat, en Inde. Le tremblement de terre a atteint une magnitude 7,7 et a eu une intensité maximale de X (Intense) sur l'échelle d'intensité de Mercalli. Il a tué entre 13 805 et 20 023 personnes (dont 18 dans le Sud-Est du Pakistan), blessé 167 000 autres et détruit près de 400 000 foyers. 

## Cadre tectonique
Le Gujarat se trouve à environ 400 km de la frontière de la plaque entre la plaque indienne et la plaque eurasienne, mais la plaque tectonique actuelle est encore régie par les effets de la poursuite de la collision continentale long de cette limite. Lors de la collision avec l'Eurasie la zone a raccourci, impliquant à la fois la réactivation du rift d'origine des défauts et le développement de nouvelles failles de chevauchement. Le pliage a formé une série de chaînes, en particulier dans le centre de Kutch. 

## Mémorial

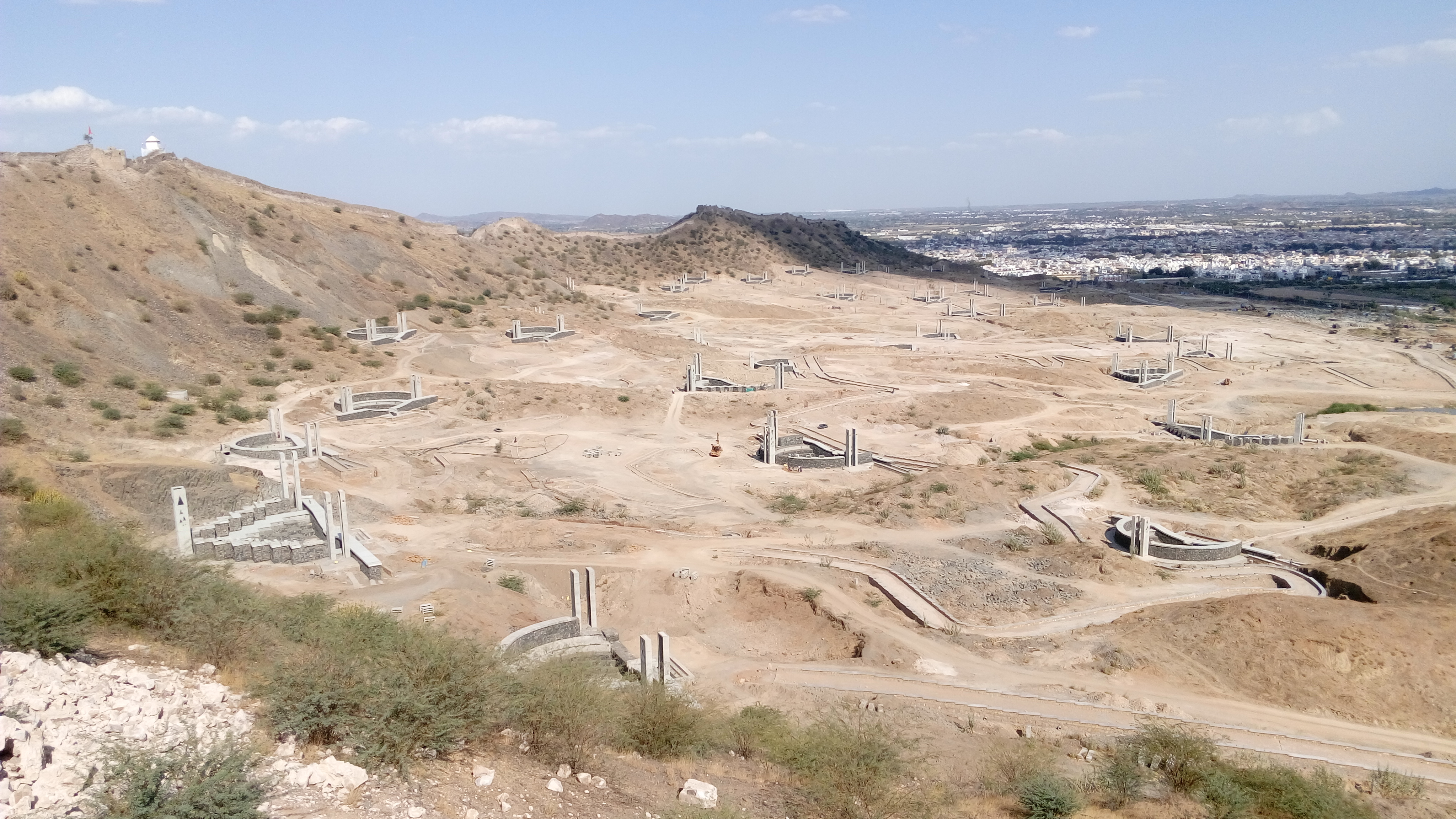
Le mémorial Smritivan en 2016.

Smritivan, un parc et musée dédiés aux victimes du tremblement de terre a été construit au sommet de la colline de Bhujia, près de la ville de Bhuj. Plus de 13 800 arbres, un pour chaque victime, ont été plantée dans le jardin et 108 petits réservoirs d'eau ont été créés sur la colline,.